# Libanonethes novus
Libanonethes novus är en kräftdjursart som först beskrevs av Arcangeli1935.  Libanonethes novus ingår i släktet Libanonethes och familjen Trichoniscidae. Inga underarter finns listade i Catalogue of Life.